# 蒂埃拉奧斯庫拉 (博卡斯德爾托羅區)
蒂埃拉奧斯庫拉（西班牙語：Tierra Oscura），是巴拿馬的城鎮，位於該國西北部，由博卡斯德爾托羅省的博卡斯德爾托羅區負責管轄，面積88.6平方公里，2010年人口2,661，人口密度每平方公里30.1人。